# Mon amie Sally
Pour plus de détails, voir Fiche technique et Distribution.
Mon amie Sally (My Gal Sal) est un film musical américain réalisé par Irving Cummings, sorti en 1942. Il est inspiré de la vie du compositeur Paul Dresser (1857-1906).

## Synopsis
Sally Elliott, une star de la musique, rencontre Paul Dresser, un garçon originaire de l’Indiana, un fugueur qui, après une brève escale avec un spectacle de médecine, arrive à Gay Nineties New York. Il compose la mélodie du titre pour la belle dame et devient le toast de Tin Pan Alley.

## Fiche technique
- Titre : Mon amie Sally
- Titre original : My Gal Sal
- Réalisation : Irving Cummings
- Scénario : Seton I. Miller, Karl Tunberg et Darrell Ware d'après une histoire "My Brother Paul from book "Twelve Men"" de Theodore Dreiser
- Production : Robert Bassler
- Société de production : 20th Century Fox
- Direction musicale : Alfred Newman
- Musique originale : Leigh Harline et Cyril J. Mockridge (non crédités)
- Chansons : Leo Robin
- Chorégraphie : Hermes Pan et Val Raset
- Direction artistique : Richard Day et Joseph C. Wright
- Décorateur de plateau : Thomas Little
- Costumes : Gwen Wakeling
- Photographie : Ernest Palmer
- Montage : Robert L. Simpson
- Pays de production : États-Unis
- Format : Couleur (Technicolor)
- Genre : Biopic, film musical et drame
- Durée : 103 minutes
- Dates de sortie : 
  - États-Unis : 30 avril 1942 (sortie nationale)
  - France : 23 octobre 1946

## Distribution
- Rita Hayworth : Sally Elliott
  - Nan Wynn : voix chantée de Sally Elliott
- Victor Mature : Paul Dresser
  - Ben Gage : voix chantée de Paul Dresser
- John Sutton : Fred Haviland
- Carole Landis : Mae Collins
- James Gleason : Pat Hawley
- Phil Silvers : Wiley
- Walter Catlett : Colonel Truckee
- Mona Maris : Comtesse Mariana Rossini
- Frank Orth : McGuinness
- Stanley Andrews : M. Dreiser
- Margaret Moffatt : Mme Dreiser
- Albert Conti : Henri, le chef

Acteurs non crédités
- Iron Eyes Cody : Un indien
- Robert Lowery : Un ami de Sally